# Microstylum nigrostriatum
Microstylum nigrostriatum là một loài ruồi trong họ Asilidae. Microstylum nigrostriatum được Hobby miêu tả năm 1933. Loài này phân bố ở vùng nhiệt đới châu Phi.